# La raya verde
La raya verde (La Raie verte) –también llamado Madame Matisse– es un óleo del pintor francés Henri Matisse. 
Matisse pintó este retrato en 1905, usando como modelo a su mujer, Amélie Noellie Matisse-Parayre. Es una pintura de una gran audacia cromática, que rompe con la representación realista de las formas, la luz y la perspectiva, supeditando todo a la potencia expresiva del color. Este lienzo fue exhibido durante el Salón de Otoño de 1905, junto a obras de otros pintores como André Derain, Albert Marquet o Maurice de Vlaminck. A la postre, los integrantes de aquella exposición serían bautizados como Les fauves ("las fieras") por su uso estridente del color y la distorsión de las formas. Se conserva en la Galería Nacional de Dinamarca, en Copenhague.